# Miller and Lang Building

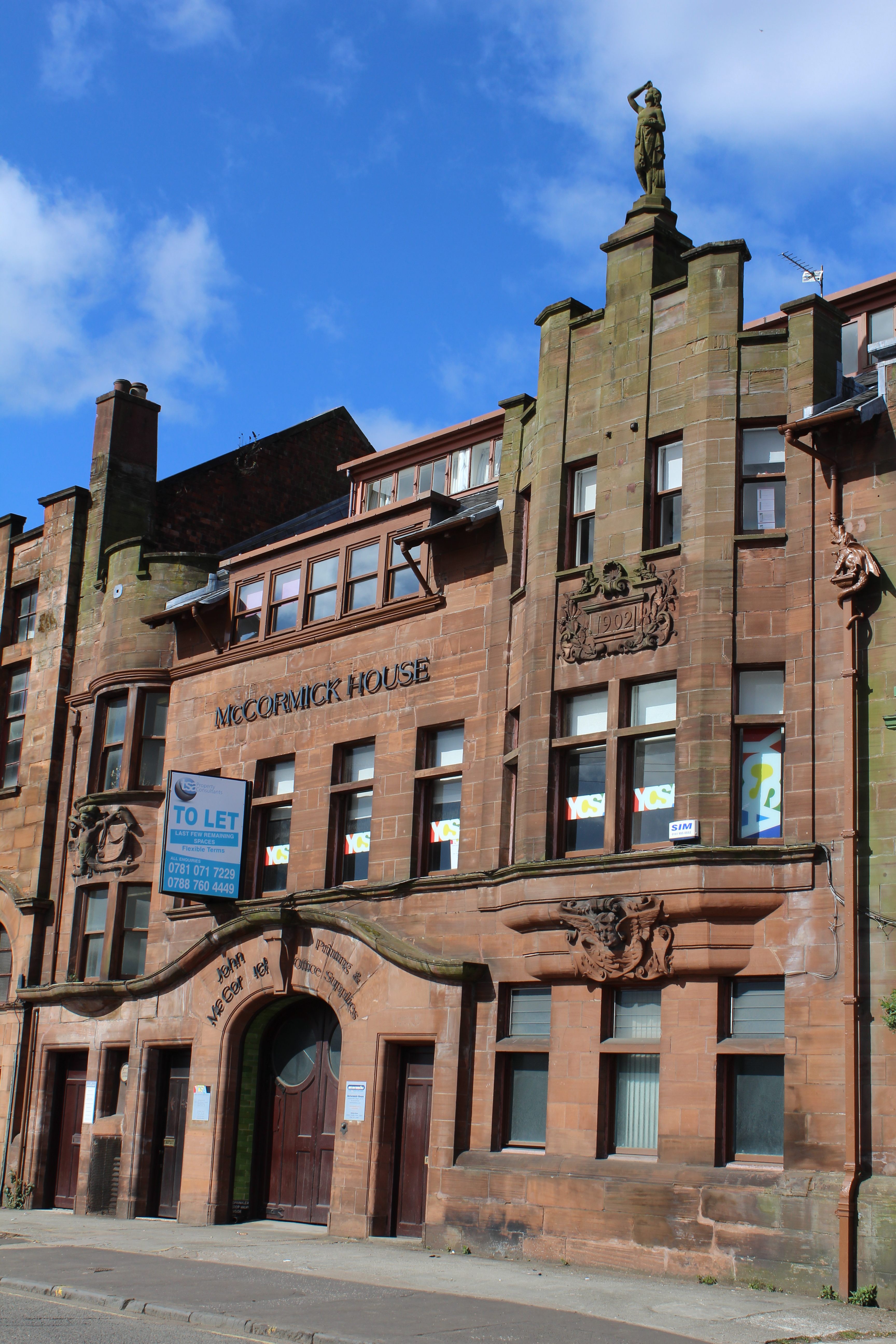
Miller and Lang Building

Das Miller and Lang Building, heute McCormick House, ist das ehemalige Betriebsgebäude der Druckerei Miller and Laing in der schottischen Stadt Glasgow. 1977 wurden das Bauwerk als Einzeldenkmal in die schottischen Denkmallisten in der höchsten Denkmalkategorie A aufgenommen.

## Beschreibung
Das Bauwerk wurde zwischen 1901 und 1903 erbaut. Für den Entwurf zeichnet das Architekturbüro Gordon, Son, Dobson & Sturrock verantwortlich.
Das Gebäude steht an der Darnley Street in einem Industriegebiet im Glasgower Süden. Es erstreckt sich rückwärtig bis zur Forth Street. Die ostexponierte Frontfassade des dreistöckigen Jugendstilbaus entlang der Darnley Street besteht aus roten Steinquadern. An den Gebäudeflanken wurde hingegen Backstein verwendet. Zwei auskragende Erker ziehen sich zweistöckig entlang der Fassade, von denen der rechte vier Achsen weit und abgekantet und der linke drei Achsen weit und segmentbögig ist. Sie durchbrechen die Traufe und schließen mit gestuften Brüstungen. Von der höchsten Stufe des rechten Erkers ragt eine markante Skulptur der Minerva auf.
Der zentrale Eingangsbereich besteht aus einem zweiflügligen Tor mit elliptischem Bogen und wuchtigem Schlussstein, das zwei kleinere Eingangstüren flankieren. Die Torflügel besitzen große Rundfenster und Metallbauteile im Jugendstil. Ein geschwungenes Gesims schließt den Bereich ab. Die ungewöhnlich gestalteten Fallrohre zeigen Greifen.
Im Innenraum ist insbesondere die Ausgestaltung des ersten Obergeschosses erwähnenswert. Dort wurden Säulen mit ionischen Kapitellen, aufwändige Marmorverkleidungen und figurale Mosaike verbaut. Die Leuchten sind mit Motiven von Stechpalmen, Delfinen und Mistelzweigen verziert. W. G. Morton gestaltete die Bleiglasfenster.